# Robert Acquafresca
Robert Acquafresca (Turim, 11 de Setembro de 1987) é um ex-futebolista italiano que atuava como atacante.

## Carreira
Por ter nacionalidade polonesa (sua mãe é descendente de poloneses), em março de 2008, Acquafresca recebeu um convite de Leo Beenhakker para defender a Polônia na Eurocopa de 2008, mas que acabou recusando para poder continuar defendendo à Itália.
Em 2009, participou com a seleção da Itália do Campeonato Europeu Sub-21, sendo semifinalista, vice-artilheiro com três gols e, eleito para a seleção do torneio.
Mesmo após uma boa temporada no Cagliari, onde marcou nove vezes em 39 partidas, acabou não permanecendo, sendo anunciado em 19 de julho de 2011 seu empréstimo ao Bologna.